# 環境番組
環境番組（かんきょうばんぐみ）とはテレビ番組（教養番組）の一種で環境を取り上げた番組を示す。

## 日本
以下のものはこれまで日本で放送された環境番組の一部である。
- さわやか自然百景（NHK札幌放送局）
- SAVE THE FUTURE（NHK総合）
- しぜんとあそぼ（NHK教育）
- モリゾー・キッコロ 森へいこうよ!（NHK教育）
- がんばれ高知!!eco応援団（テレビ高知）
- 素敵な宇宙船地球号（テレビ朝日）
- BBC地球伝説（BS朝日）
- 水と緑の物語（KBCテレビ）
- 仲村トオルの地球サポーター（テレビ東京）
- ネイチャーランド（BSジャパン）
- とんとんみーの冒険（テレビ東京ほか）
- 天才? Dr.ハマックス（ファミリー劇場）
- 環境野郎Dチーム（フジテレビ）
- みんなエーコじゃん（広島テレビ）
- 関口知宏の地球サポーター（テレビ東京）

ほか